# Nogueruelas
Nogueruelas – gmina w Hiszpanii, w prowincji Teruel, w Aragonii, o powierzchni 99,49 km². W 2011 roku gmina liczyła 219 mieszkańców.